# Oncocnemis senica
Oncocnemis senica là một loài bướm đêm trong họ Noctuidae.